# Wanda Wejzgrowicz
Wanda Felicia Wejzgrowicz (* 31. Oktober 1933; † 17. Juni 2020 in Maryland Heights) war eine ehemalige US-amerikanische Kugelstoßerin.
Bei den Panamerikanischen Spielen 1959 in Chicago gewann sie Bronze mit ihrer persönlichen Bestleistung von 13,10 m.
1955 wurde sie US-Meisterin.